# Spring Hill (Iowa)
Spring Hill – miasto w Stanach Zjednoczonych, w stanie Iowa, w hrabstwie Warren. Zgodnie ze spisem statystycznym z 2000 roku, miasto liczyło 92 mieszkańców.